# Gyrodyne QH-50 DASH
Le Gyrodyne QH-50 DASH (DASH pour Drone Anti-Submarine Helicopter) est un petit hélicoptère drone construit par Gyrodyne Company of America pour être utilisé comme arme anti-sous-marine à longue portée sur des navires qui seraient autrement trop petits pour utiliser un hélicoptère de taille normale. Il est resté en production jusqu'en 1969. Plusieurs d'entre eux sont encore utilisés aujourd'hui pour divers rôles terrestres.

## Conception et développement
Le DASH était un élément majeur du programme de réhabilitation et de modernisation de la flotte (Fleet Rehabilitation and Modernization - FRAM) de la marine américaine (US Navy) à la fin des années 1950. Le programme FRAM a été lancé parce que l'Union soviétique construisait des sous-marins plus rapidement que les États-Unis ne pouvaient construire de frégates anti-sous-marines. Au lieu de construire des frégates, la série de modernisation FRAM a permis aux États-Unis de mettre rapidement à jour en convertissant les anciens navires qui étaient moins utiles dans les combats navals modernes. La marine a pu moderniser le sonar des destroyers datant de la Seconde Guerre mondiale, mais elle avait besoin d'une arme à distance pour attaquer le périmètre de la portée du sonar. Les vieux destroyers n'avaient que peu de place pour des ajouts tels qu'un pont d'envol complet. Le concept original du DASH était un hélicoptère drone léger qui pouvait larguer une charge nucléaire ou des torpilles. L'appareil était considéré comme non réutilisable.
Le programme Gyrodyne Rotorcycle piloté du milieu des années 1950 a fourni des prototypes pour le DASH, et finalement le Rotorcycle a été modifié pour produire la version initiale du drone, le DSN-1/QH-50A. Le DSN-1 était propulsé par un moteur à piston Porsche YO-95-6 de 72 ch et transportait une torpille à tête chercheuse Mark 43. La version suivante, le DSN-2/QH-50B, était propulsée par deux moteurs Porsche YO-95-6 et emportait également une torpille Mk 43. La production en série du DASH a commencé avec la troisième version, le DSN-3/QH-50C, dans lequel un turbomoteur Boeing T50-4 de 255 ch (190 kW) a remplacé le moteur à pistons et la charge utile a été augmentée à deux torpilles Mark 44. Au total, 378 QH-50C ont été produits avant que la production ne s'arrête en janvier 1966.
Un seul QH-50A (DS-1006), qui avait été retiré du service en 1961 après avoir été testé par un entrepreneur, a été réactivé en 1964 pour tester le train d'atterrissage à flotteurs. Un long flotteur cylindrique a été ajouté à chaque coin du cadre de patin étendu. Chaque flotteur pouvait pivoter de 90° par rapport à l'horizontale, s'orienter vers l'avant et comportait un coussin à son extrémité pour l'atterrissage sur des surfaces dures. Pour l'atterrissage sur l'eau, les flotteurs étaient tournés en position verticale et l'hélicoptère se posait jusqu'à ce que les flotteurs soient immergés à environ 75 %, ce qui lui conférait un haut degré de stabilité.

## Opérations

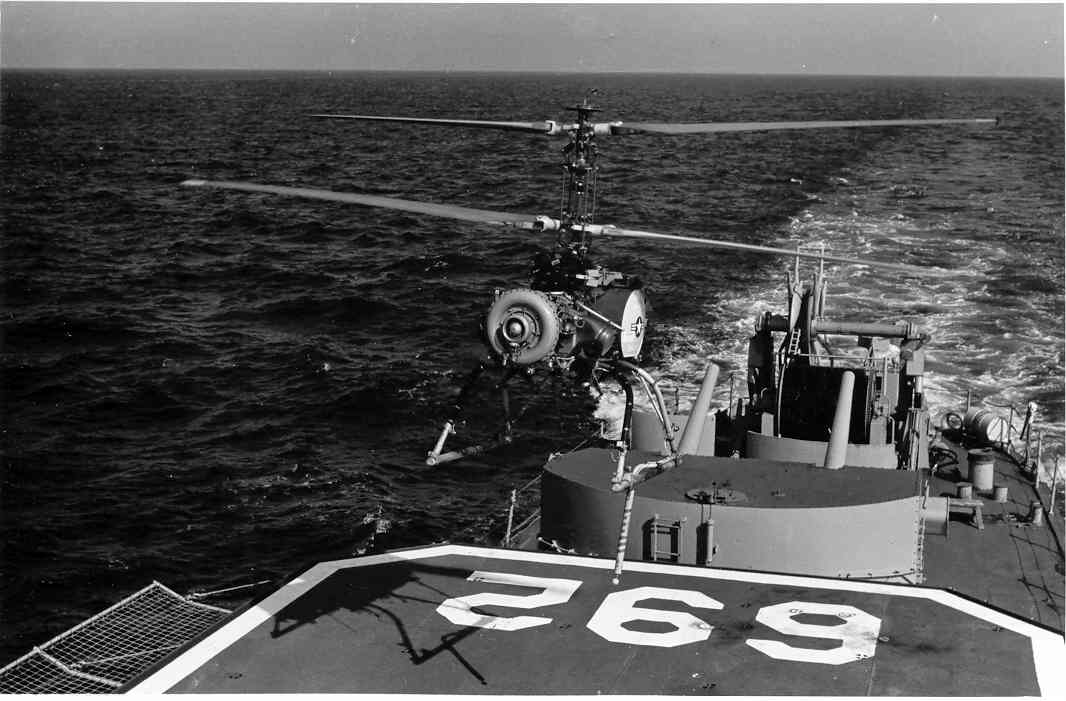
Un QH-50C survole le destroyer USS Allen M. Sumner (DD-692) lors d'un déploiement en Méditerranée en 1969.

Le système de contrôle du DASH comportait deux contrôleurs : l'un sur le pont d'envol, l'autre dans le centre d'information de combat. Le contrôleur du pont d'envol s'occupait du décollage et de l'atterrissage. Le contrôleur du centre d'information de combat (CIC) pilotait le DASH jusqu'à l'emplacement de la cible et libérait les armes à l'aide de commandes semi-automatiques et d'un radar. Le contrôleur du CIC ne pouvait pas voir le drone ou son altitude et perdait parfois le contrôle opérationnel ou la connaissance de la situation. Vers la fin du programme, des expériences réussies ont été menées pour ajouter une caméra de télévision au drone. Ces DASH SNOOPY ont également été utilisés comme observateurs aériens pour les tirs navals.
Un système d'atterrissage captif a été mis au point pour atterrir et décoller dans des mers de force 6. Ce système se composait de rails en acier vissés au pont d'envol et d'un système de câble pour tirer l'hélicoptère hors du hangar. L'hélicoptère était fixé aux rails d'acier afin qu'il ne glisse pas hors du pont d'envol en cas de mer forte. Ce système a parfois été mis en place et utilisé à bord des navires, mais il n'a jamais été utilisé par mer agitée pour lancer un hélicoptère.
Le DASH est né de la collaboration de Gyrodyne avec le Corps des Marines des États-Unis pour développer un petit hélicoptère coaxial expérimental, le RON Rotorcycle, destiné à être utilisé comme plate-forme de reconnaissance. Un hélicoptère coaxial possède deux rotors principaux contrarotatifs pour contrôler le couple, contrairement au rotor principal/rotor de queue que l'on trouve plus couramment sur la plupart des hélicoptères. Les rotors coaxiaux utilisent plus de puissance pour la sustentation, ce qui permet de raccourcir les pales du rotor. Ces deux caractéristiques permettent à l'hélicoptère d'être aussi petit que possible. En revanche, les pales doivent être maintenues très éloignées les unes des autres pour éviter les collisions, car elles fléchissent lorsqu'elles tournent. Cela augmente la complexité et réduit la manœuvrabilité de l'appareil.

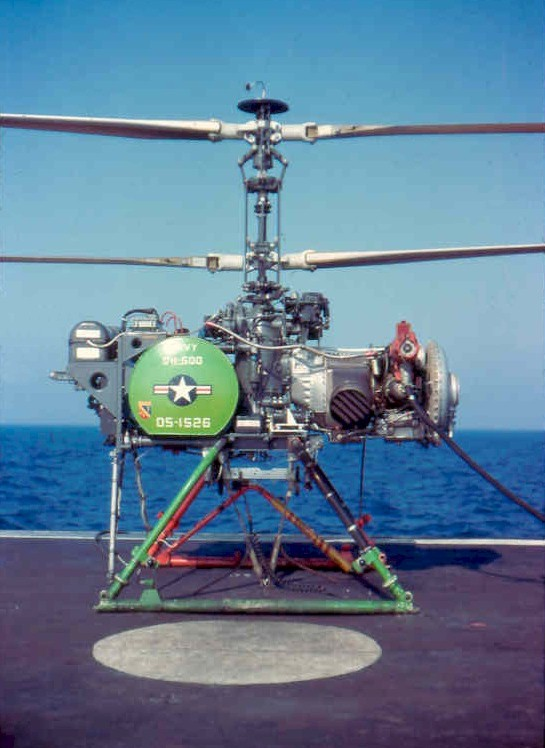
QLe QH-50D DS-1526 à bord de l'USS Allen M. Sumner (DD-692) à la fin des années 1960.

Pour un drone, ces compromis étaient acceptables. Pour le rôle du DASH, la version marine originale était équipée d'un turbomoteur pour améliorer les performances et remplacer les sièges et les commandes par un système de commande à distance et un espace de rangement pour deux torpilles Mark 44. Sous cette forme, le DASH pouvait être piloté jusqu'à 35 km du navire, ce qui ne permettait pas à un sous-marin de savoir qu'il était attaqué, du moins jusqu'à ce que la torpille pénètre dans l'eau.
Puisqu'il n'était pas réutilisable, le DASH utilisait de l'électronique industrielle standard sans aucune sauvegarde. Les commandes étaient des ondes de radio FM analogiques multicanaux. Plus de 80% des pertes d'aéronefs opérationnels ont été attribuées à des défaillances ponctuelles de l'électronique. Au total, 10% des pertes étaient dues à des erreurs de pilotage, et seulement 10% des pertes étaient dues à des défaillances du moteur ou de la cellule.
Le programme DASH a été annulé en 1969 et retiré du service de 1968 à 1973. Les DASH se sont révélés peu fiables en service à bord des navires, plus de la moitié des 746 drones de l'US Navy ayant été perdus en mer. Il est possible que cela soit dû à un soutien inadéquat en matière de maintenance, car les autres services n'ont rencontré que peu de difficultés avec leurs DASH. Bien que le manque de fiabilité soit la raison officielle, le fabricant a souligné les dépenses liées à la guerre du Viêt Nam et l'absence de besoin de capacité anti-sous-marine dans cette guerre.
Les véhicules DASH modifiés ont continué à fonctionner pendant plusieurs années au cours de la guerre du Viêt Nam. Équipés de caméras de télévision, ils étaient utilisés comme observateurs d'artillerie à distance et pour la reconnaissance organique par leurs navires.
Jusqu'en mai 2006, un petit nombre de drones QH-50D DASH ont été utilisés par l'armée de terre américaine (US Army) à White Sands Missile Range, où ils ont servi à remorquer des cibles et à calibrer des radars et des systèmes électroniques.
La Force maritime d'autodéfense japonaise (Japan Maritime Self-Defense Force - JMSDF) a exploité une flotte de 20 drones QH-50, utilisés sur ses destroyers de classe Takatsuki et Minegumo. Comme la JMSDF considérait l'opération DASH comme très prestigieuse et que les aéronefs étaient pilotés et entretenus régulièrement, le taux de perte était bien inférieur à celui de l'US Navy. Toutefois, compte tenu de la difficulté de maintenir les opérations DASH après la fin du programme américain, les drones et l'équipement associé ont été retirés du service de la JMSDF en 1977.

## Variantes

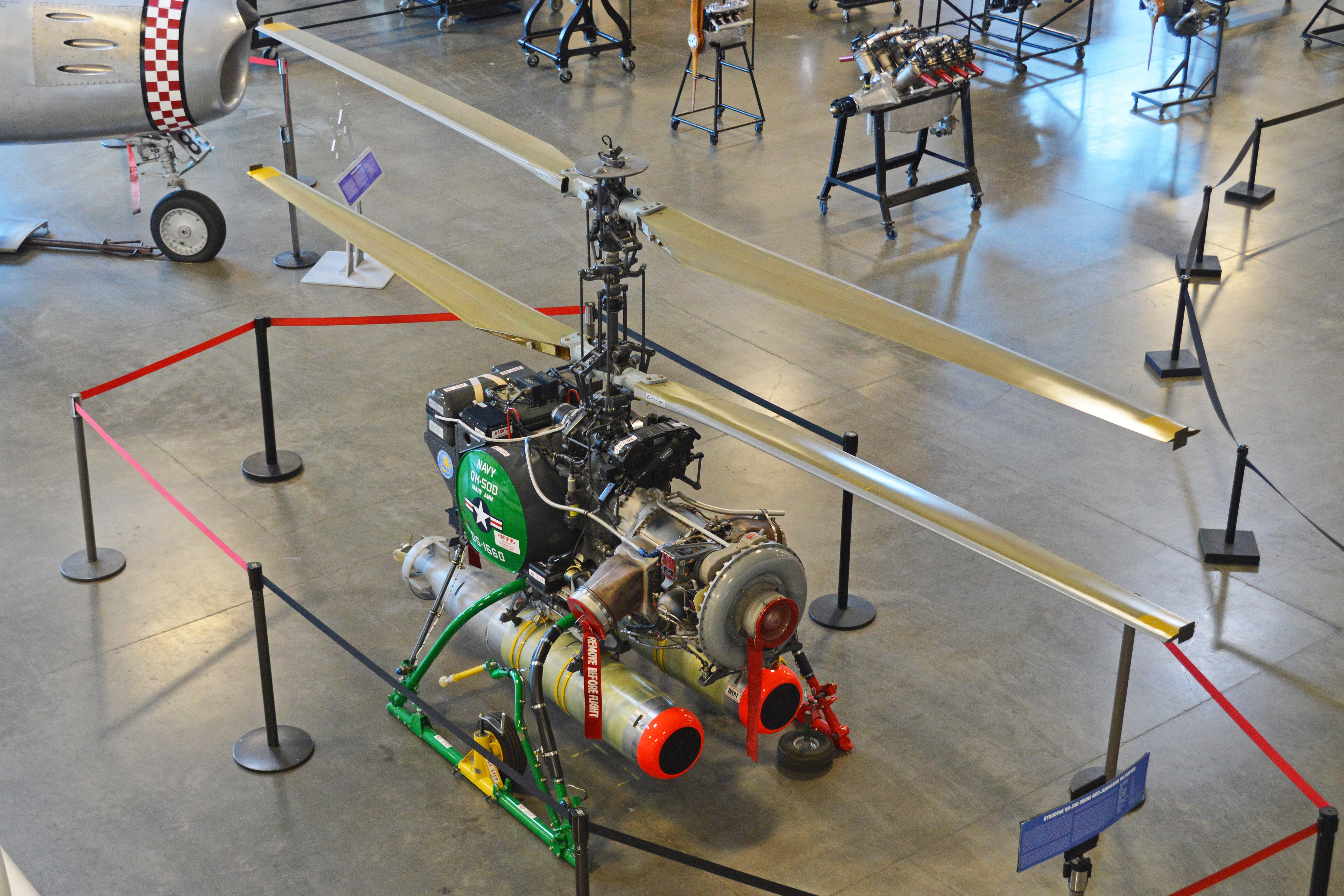
QH-50D DS-1660 "Mary Ann" transportant deux torpilles au Musée aérospatial de Californie, Sacramento Aéroport McClellan

DSN-1Désignation de la marine américaine pour neuf avions de présérie, redésignés QH-50A en 1962.
DSN-2Désignation de la marine américaine pour trois avions de présérie, redésignés QH-50B en 1962.
DSN-3 : désignation de l'U.S. Navy pour 373 avions de production, redésigné QH-50C en 1962.
QH-50ADSN-1 redésigné en 1962, neuf avions de présérie pour évaluation, avec un moteur Porsche à quatre pistons à plat de 72 hp (54 kW).
QH-50BDSN-2 redésigné en 1962, trois avions de présérie équipés de deux moteurs Porsche à quatre pistons plats de 86 hp (64.5 kW).
QH-50CDSN-3 redésigné en 1962, avion de production équipé d'un turbomoteur Boeing T50-8A de 300 shp (225 kW), 373 exemplaires construits.
QH-50DAvion de production doté d'un plus gros 365 Unité « shp » inconnue du modèle {{Conversion}}. ( Unité «  » inconnue du modèle {{Conversion}}.) Boeing T50-12, des pales de rotor en fibre de verre, une plus grande capacité de carburant et pas d'empennage. 377 exemplaires construits.
QH-50DM10 QH-50D modifiés ont été fabriqués (numéros de série 150AO- 160AO). [réf. nécessaire] Le "DM" 550shp était fourni par une version modifiée du Boeing T50-12. Ils ont été utilisés pour la reconnaissance militaire par l'armée américaine pendant la guerre du Vietnam.
YQH-50ETrois avions QH-50D modifiés avec des moteurs Allison T63-A-5A.
QH-50FVersion de production proposée du YQH-50E, non construite.
QH-50HProjet de version bimoteur du QH-50F avec un fuselage et des rotors plus grands, non construit.

## Opérateurs
Japon
- Force maritime d'autodéfense japonaise

 États-Unis
- United States Navy
- United States Army

## Aéronefs survivants
| Version | Serie   | Localisation                                                                                | Notes |
| ------- | ------- | ------------------------------------------------------------------------------------------- | --- |
| QH-50C  | DS-1045 | Pima Air & Space Museum, Tucson, Arizona                                                    | Le plus ancien QH-50 existant |
| QH-50C  | DS-1176 | Aviation Unmanned Vehicle Museum, Caddo Mills, Texas.                                       | "Lucy" - le seul personnage des Peanuts encore en vie.                                                                              |
| QH-50C  | DS-1190 | American Helicopter Museum, West Chester, Pennsylvanie.                                     | Marqué comme DS-1082. Déplacé du Museum of Flight, Seattle, Washington.                                                             |
| QH-50C  | DS-1199 | USS Orleck (DD-886), Lake Charles, Louisiane                                                | Moved from the USS Radford National Naval Museum, Newcomerstown, Ohio après sa fermeture.                                           |
| QH-50C  | DS-1221 | Hawthorne Ordnance Museum, Hawthorne, Nevada                                                | |
| QH-50C  | DS-1235 | Cradle of Aviation Museum, arden City, New York                                             | |
| QH-50C  | DS-1261 | Russell Military Museum, Russell, Illinois,                                                 | Déplacé du Museum of Aviation, Warner Robins, Georgie.                                                                              |
| QH-50C  | DS-1284 | USS Joseph P. Kennedy (DD-850), Battleship Cove, Fall River, Massachusetts                  | |
| QH-50C  | DS-1287 | Naval Undersea Museum, Keyport, Washington                                                  | Possiblement stocké |
| QH-50C  | DS-1289 | Smithsonian National Air and Space Museum, Steven F. Udvar-Hazy Center, Chantilly, Virginie | Porte une version spéciale de la bombe nucléaire Mk 57.                                                                             |
| QH-50C  | DS-1320 | New England Air Museum, Windsor Locks, Connecticut,                                         | |
| QH-50C  | DS-1322 | Military Heritage Collection of North Texas, Nevada, Texas                                  | |
| QH-50C  | DS-1347 | USS Laffey (DD-724), Patriot's Point, Mount Pleasant, Caroline du Sud                       | Marqué comme DS-1343. Déplacé du US Army Aviation Museum, Fort Rucker, Alabama                                                      |
| QH-50C  | DS-1355 | Carolinas Aviation Museum, Charlotte, Caroline du Nord                                      | |
| QH-50D  | DS-1482 | The Helicopter Museum, Weston-super-Mare, North Somerset, Angleterre                        | |
| QH-50D  | DS-1543 | USS Joseph P. Kennedy (DD-850), Battleship Cove, Fall River, Massachusetts                  | Version Snoopy. En fait, il s'agit du DS-1543A, une réplique entièrement opérationnelle construite par la Fondation Gyrodyne.       |
| QH-50D  | DS-1570 | White Sands Missile Range, Nouveau-Mexique                                                  | Marques de l'armée américaine. Il y a probablement plusieurs autres cellules entreposées.                                           |
| QH-50D  | DS-1660 | Aerospace Museum of California, Sacramento, Californie                                      | |
| QH-50D  | DS-1664 | Estrella Warbirds Museum, Paso Robles, Californie                                           | |
| QH-50D  | DS-1679 | Patuxent River Naval Air Museum, Lexington Park, Maryland                                   | |
| QH-50D  | DS-1709 | Classic Rotors Museum, Ramona, Californie                                                   | |
| QH-50D  | DS-1757 | Penn State University Aeronautical Engineering School, Hammond building, Pennsylvanie       | |
| QH-50D  | DS-1914 | Hawthorne Ordnance Museum, Hawthorne, Nevada                                                | Fausse réplique de série mais entièrement fonctionnelle, construite en hommage au fondateur de Gyrodyne et prêtée par la Fondation. |
| QH-50D  | DS-1991 | Gyrodyne Helicopter Historical Foundation, Reno, Nevada,                                    | Répliques de série, mais entièrement fonctionnelles. Apparition occasionnelle en public.                                            |
| QH-50D  | J-19    | Musée de Kure de la Force d'autodéfense maritime, Hiroshima, Japon                          | |

## Spécifications (QH-50C)
Caractéristiques générales
- Équipage : aucun
- Longueur : 3,94 m
- Hauteur : 2,96 m
- Poids à vide : 523 kg

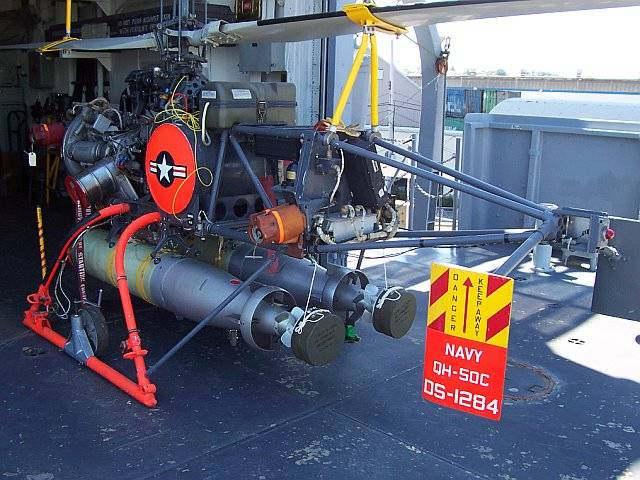
QH-50C DS-1284 avec deux torpilles sur le destroyer de classe Gearing: USS Joseph P. Kennedy Jr. (DD-850)

- Poids maximum au décollage : 1 036 kg
- Capacité de carburant : 130 L
- Groupe motopropulseur : 1 × Boeing T50-BO-8A turbomoteur, 300 ch (220 kW)
- Diamètre du rotor principal : 2 × 6,10 m

Performances
- Vitesse maximale : 80 nœuds (148 km/h)
- Vitesse de croisière : 43 nœuds  (80 km/h)
- Rayon d'action : 71 milles nautiques (132 km)
- Endurance : 1 heure
- Plafond de service : 16 400 pieds (5 000 m)
- Taux de montée : 9,6 m/s

Armement
- 2 x torpille Mark 44 ou
- 1 x torpille Mark 46

## Source
- (en) Cet article est partiellement ou en totalité issu de l’article de Wikipédia en anglais intitulé « Gyrodyne QH-50 DASH » (voir la liste des auteurs).